# Lush Sux
Lush Sux ist ein australischer Street-Artist aus Melbourne.

## Aktivitäten und Werke

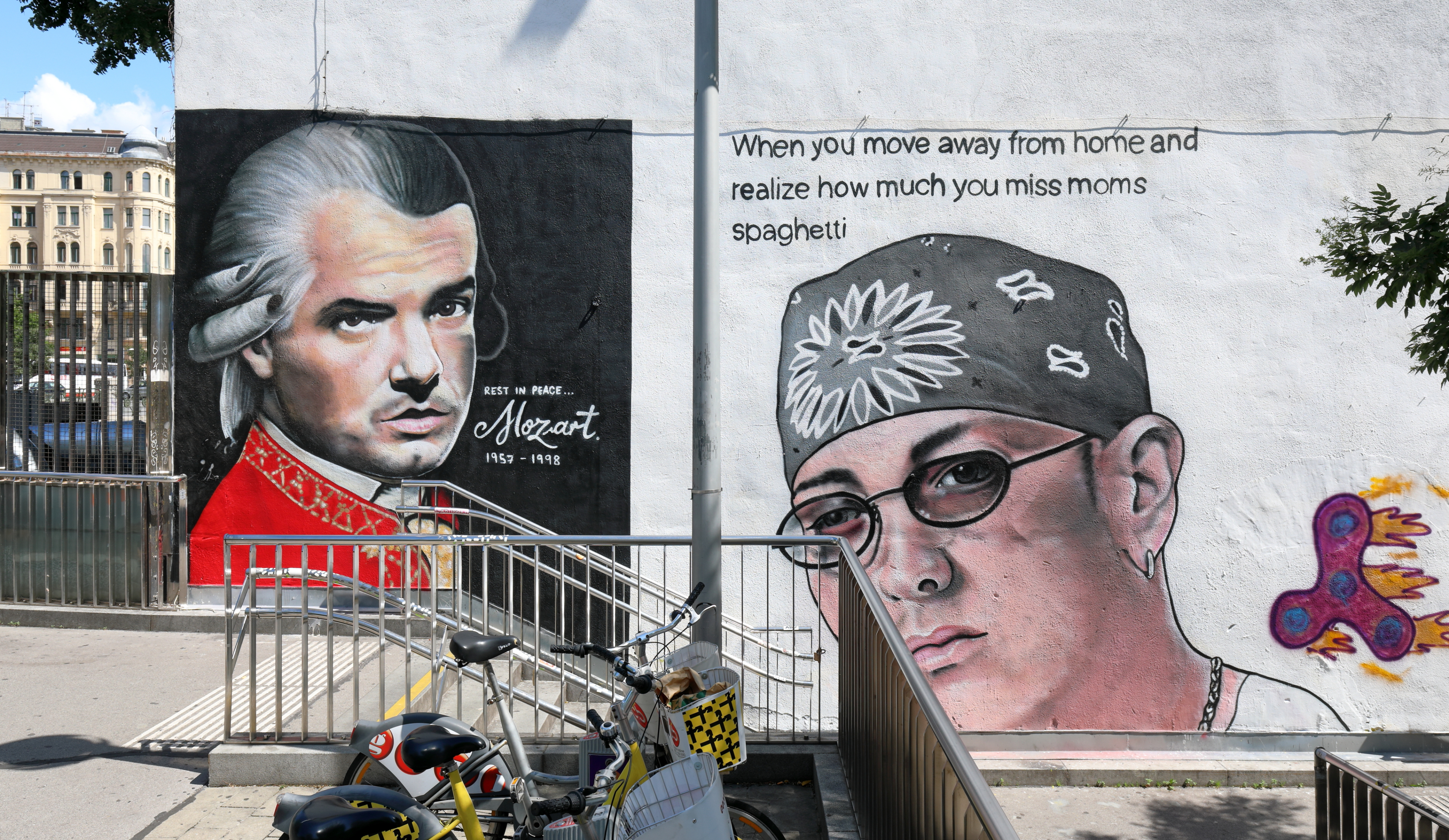
Zwei Graffiti von Lush Sux bei der Falco-Stiege. Sie stellen Falco in Mozart-Outfit und den US-Rapper Eminem dar.

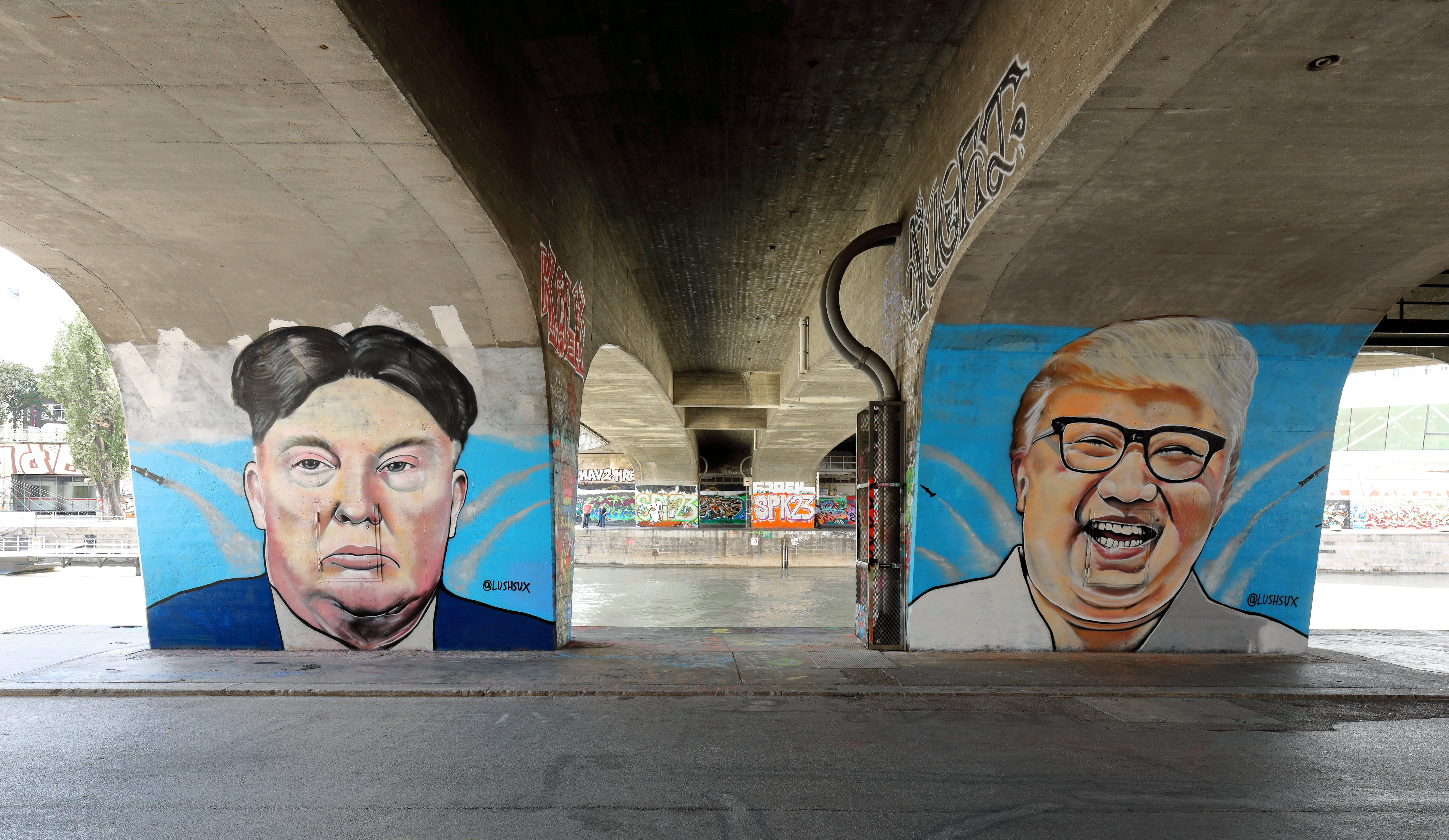
Graffiti an den nördlichen Pfeilern der Schwedenbrücke (Blickrichtung Taborstraße zum Laurenzerberg) in Wien: Donald Trump und Kim Jong-un mit vertauschter Frisur

Lush oder auch Lush Sux ist bekannt für seine in der Öffentlichkeit auf Straßen und Mauern und U-Bahnen platzierten Sprühkunstwerke (Graffiti). Sein Œuvre befasst sich primär mit Karikaturen weltbekannter Persönlichkeiten, namentlich annähernd realistisch dargestellten Politikern (unter den wichtigsten Motiven sind Hillary Clinton, Barack Obama, Wladimir Putin), Schauspielern und Popstars (in Wien Falco und Conchita Wurst).
Lushs Arbeiten gelten als  provokativ, humorvoll und herausfordernd und rufen zur Konfrontation heraus. Lush selbst kommentierte seine Werke folgendermaßen:
My art is nothing new really; loads of people did similar stuff before me. I just stole their ideas and ran with them. Hence the title "Graffiti Asshole".
Meine Kunst ist wirklich nichts Neues; unendlich viele Menschen vor mir haben ähnliches gemacht. Ich habe nur ihre Ideen gestohlen und hausierte mit ihnen. Daher kam es zum Spitznamen "Graffiti Arschloch".
Bei seinem Wien-Aufenthalt im Sommer 2017 sprühte er u. a. im MuseumsQuartier, bei der Falco-Stiege nächst der U-Bahn-Station Kettenbrückengasse und unter der Schwedenbrücke nächst dem Schwedenplatz. An der Schwedenbrücke porträtierte er den amerikanischen Präsidenten Donald Trump mit der Frisur des nordkoreanischen Machthabers Kim Jong-un und umgekehrt. Bei der Falco-Stiege porträtierte er Falco in Mozart-Outfit, in Anspielung auf seinen Welthit Rock Me Amadeus, und den US-Hip Hopper Eminem, um subtil den Betrachter vor die Wahl zu stellen, wer jetzt wirklich der größte Rapper der Musikgeschichte war.